# Postaphanostoma atriomagnum
Postaphanostoma atriomagnum är en plattmaskart som beskrevs av Jürgen Dörjes 1968. Postaphanostoma atriomagnum ingår i släktet Postaphanostoma och familjen Isodiametridae. Inga underarter finns listade i Catalogue of Life.